# Jean Bouli
Jean Blaise Bouli (Douala, 4 settembre 1980) è un ex calciatore camerunese, di ruolo centrocampista.